# Porkpie (Hut)

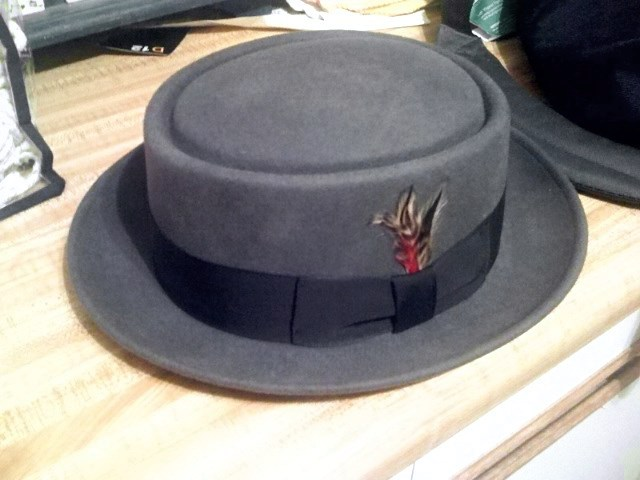
Grauer Porkpie

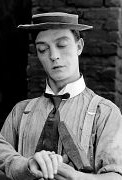
Buster Keaton mit Porkpie

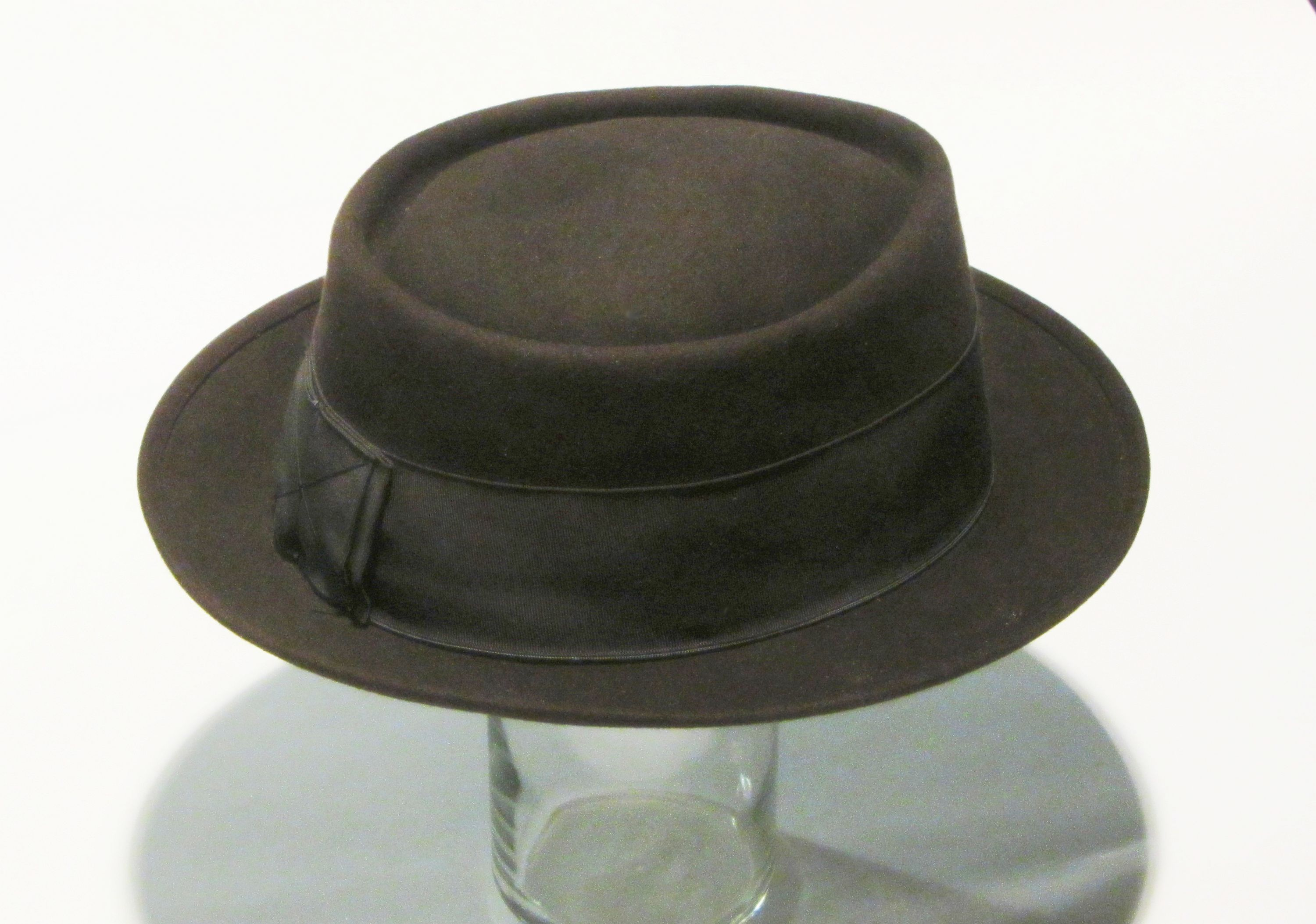
Brauner Porkpie

Ein Porkpie, auch Porkpie-Hut oder Pork Pie (englisch: pork pie hat, von engl. Schweinefleischpastete; in Österreich auch Reindl genannt, von Kasserolle) ist ein runder Hut mit einer flachen Hutkrone mit Tellerbeule („Ententeich“), einer schmalen Krempe, einem leicht aufgebogenen Rand mit einer Schnittkante und einem einfarbigen Ripsband (Hutband) mit seitlicher Schleife. Als Materialien finden sowohl Stroh, Filz, Baumwolle als auch Leinwand oder Seide Verwendung.

## Geschichte
Der Porkpie entstand Mitte des 19. Jahrhunderts, er ist aber auf Hutformen des Mittelalters zurückzuführen. In der Damenmode wurden kleinere Porkpies gerne nach vorne, in die Stirn gekippt getragen. Als elegant-legerer Herrenhut wurde der Porkpie zu allen Anlässen, vom Sportanzug bis zum Smoking getragen.
Besondere Bekanntheit erhielt die Hutform Mitte der 1920er Jahre durch Buster Keaton. Keaton kreierte seine eigene Form des Porkpies. Als Basis diente ihm ein Fedora Filzhut, den er knapp über dem Hutband abflachte.
Nach dem Zweiten Weltkrieg ging die Popularität des Porkpie etwas zurück, lebte aber in der Jazz- und Blues-Szene weiter. Ein bekannter Träger war der Jazz-Saxophonist Lester Young. Anlässlich seines Todes am 15. März 1959 widmete ihm Charles Mingus die Blues-Komposition Goodbye Pork Pie Hat.
Als Symbol für den sozialen Status und der Gruppenzugehörigkeit war der Porkpie auch in Subkulturen der 1960er Jahre, wie dem der Jamaikanischen Rude boy und in den 1970er Jahren, in der Musikszene des Ska vertreten, wie auch in den späten 1980er Jahren in der antirassistischen Skinheadbewegung in Deutschland.
Im Film The French Connection von 1971 trägt Gene Hackman in der Rolle des „Popeye“ Doyle einen Porkpie. Auch ein Actiondrama aus dem Jahre 1981 trägt den Titel: Mach’s gut, Pork Pie.
Bryan Cranstons Figur Walter White trägt in der AMC-Serie Breaking Bad einen Porkpie, wenn er als sein Alter Ego Heisenberg erscheint, dessen Person mit dem Hut assoziiert wird.
In der Gegenwart wurden prominente Schauspieler wie Brad Pitt und Musiker wie Sean Combs (Puff Daddy/P. Diddy) und Justin Timberlake wieder mit Porkpies gesehen.